# Chipul lui Decebal

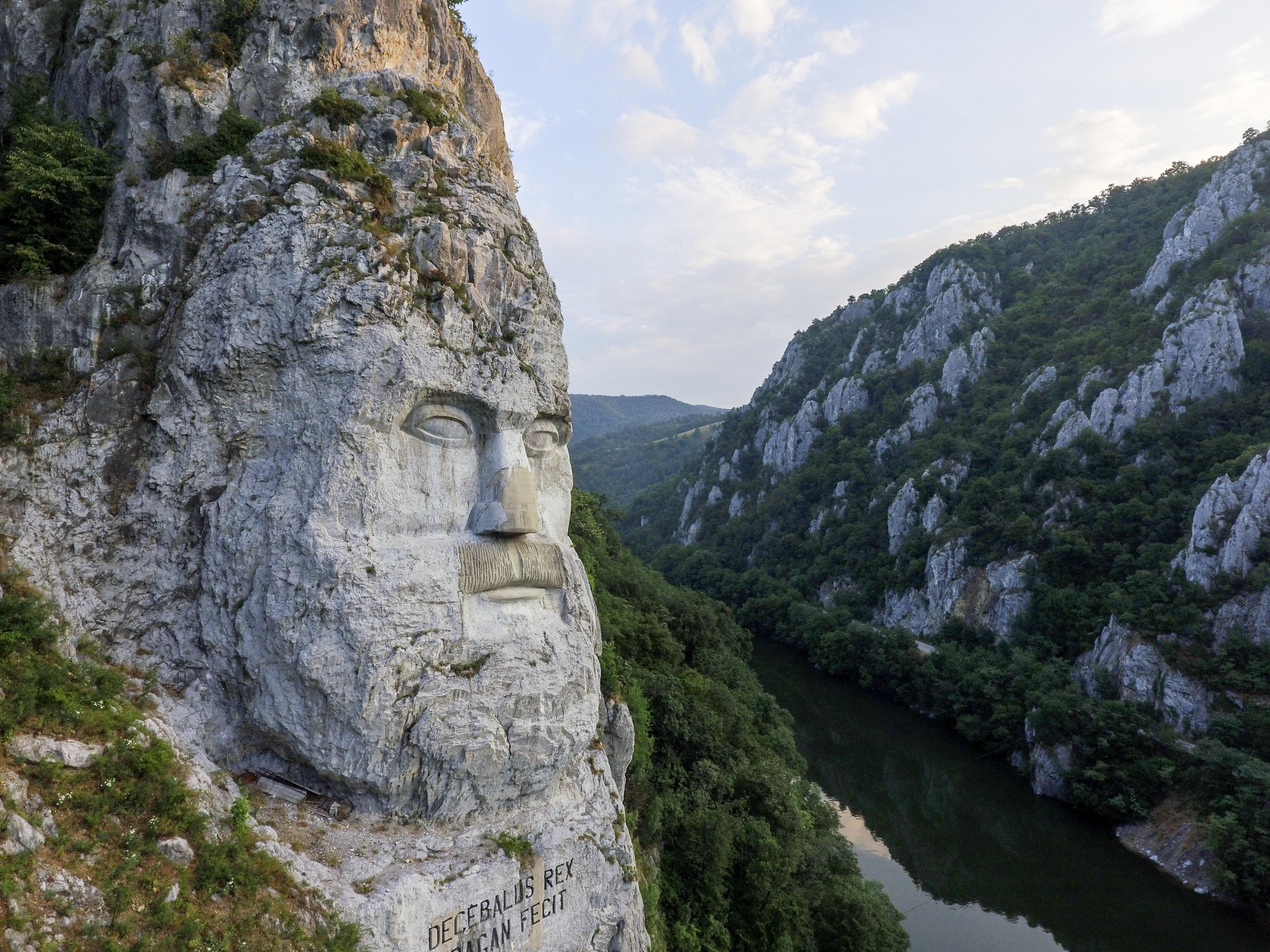
Sculptura „Chipul lui Decebal", județul Mehedinți, România

Chipul regelui dac Decebal este un basorelief înalt de 55 m, aflat pe malul stâncos al Dunării, între localitățile Eșelnița și Dubova, în apropiere de orașul Orșova,Mehedinți, România. Basorelieful îl reprezintă pe Decebal, ultimul rege al Daciei, fiind sculptat într-o stâncă de către sculptorul Florin Cotarcea, din orașul Orșova. 
Sculptorul a lucrat timp de zece ani, perioadă în care a fost ajutat de 11 alpiniști. Este cea mai înaltă sculptură în piatră din Europa și a doua din lume. Omul de afaceri și istoricul amator protocronist Iosif Constantin Drăgan a fost cel care a promovat și finanțat ideea acestei lucrări restaurate în perioada 1994 - 2004.

## Dimensiuni
Chipul lui Decebal este înalt de 55 m și lat de 25 m.
Locul realizării sculpturii este în apropiere de orașul Orșova, în zona cataractelor de la Cazanele Mici (golful Mraconia), pe malul stâng al Dunării, acolo unde adâncimea fluviului este cea mai mare, circa 120 de metri.
Câteva dimensiuni fizionomice ale chipului sunt:
- lungimea ochilor: 4,3 metri
- lungimea nasului: 7 metri
- lățimea nasului: 4 metri.

## Sculptarea basoreliefului
Ideea construirii acestui basorelief i-a aparținut omului de afaceri român Iosif Constantin Drăgan, un istoric amator, și a durat 10 ani (1994-2004) pentru ca cei 12 sculptori-alpiniști să îl termine, realizarea lui costându-l pe Drăgan, în final, peste un milion de dolari.
În comparație cu sculpturile realizate pe Muntele Rushmore, a căror realizare a durat timp de 14 ani (1927-1941), la acel proiect lucrând peste 300 de sculptori-alpiniști, chipul regelui Decebal s-a desfășurat pe timp de zece ani și 12 persoane au lucrat la realizarea lui.
Executarea acestei lucrări s-a desfășurat sub conducerea sculptorului român Florin Cotarcea, ea realizându-se în ciuda pericolului reprezentat de înălțimi, căldură și vipere. Pe pontonul din golful făcut de râul Mraconia, unde se află  această cea mai mare sculptură în piatră din Europa, se poate ajunge doar pe apă, cu barca. Pentru modelarea stâncii s-a folosit peste o tonă de dinamită.
Executarea lucrării a început în vara anului 1994, cu defrișarea copacilor care împădureau stânca. Apoi s-a trecut la curățarea rocilor, a stâncilor masive care puneau în pericol viața oamenilor. Nu s-au putut folosi nici un fel de utilaje grele, toate uneltele de lucru fiind transportate cu barca și cu saci de 40-50 de kilograme în spinare. 

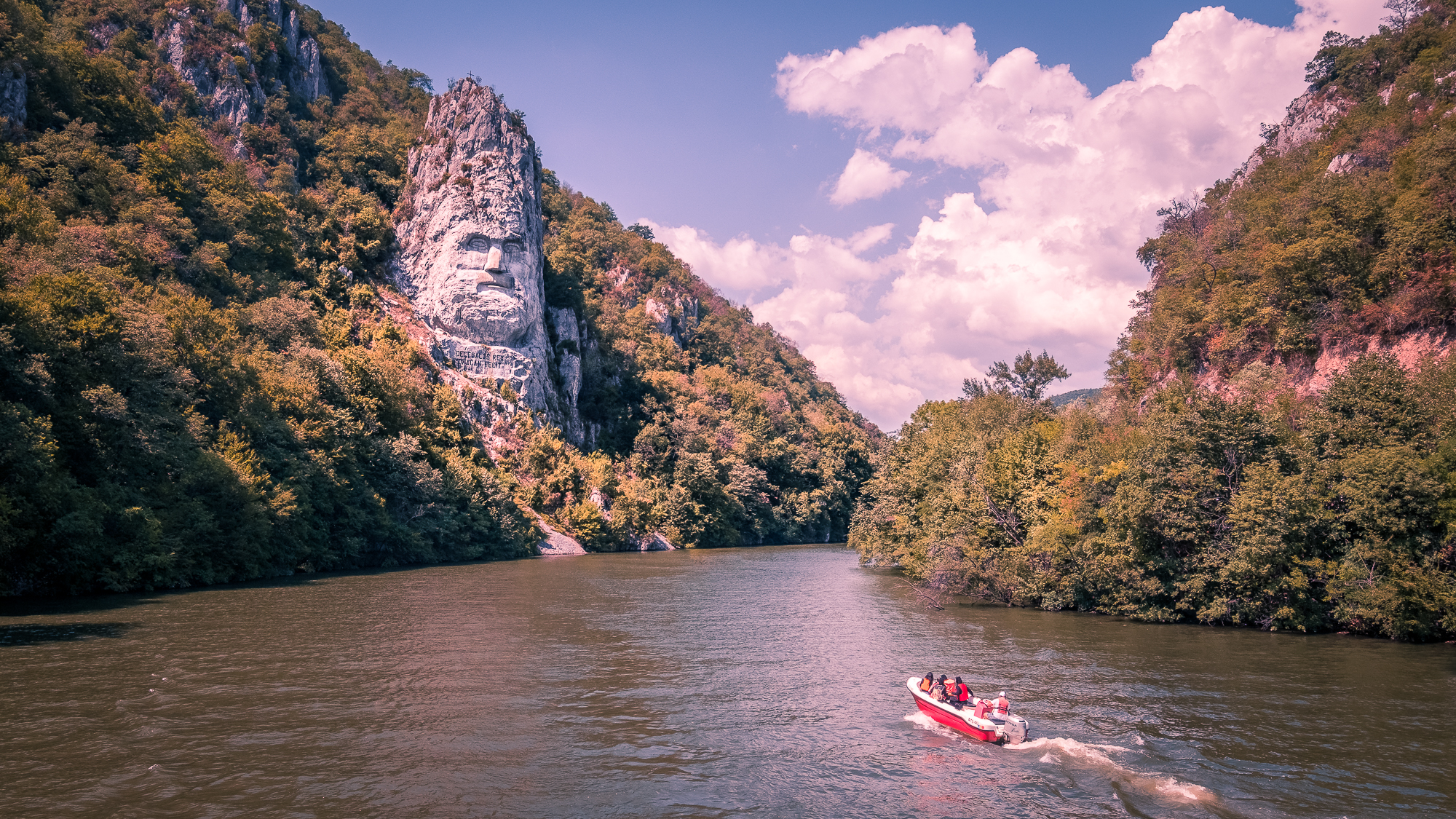

Legătura cu pontonul a fost asigurată prin două stații de emisie-recepție. De la baza stâncii până la schelă, alpiniștii-sculptori trebuia să se cațere timp de o jumătate de oră. S-a lucrat în două ture de câte 6 ore: de la 07:30 la 13:30 și de la 13:30 până la 19:30. Lucrările s-au desfășurat în perioada martie-octombrie a fiecărui an. O operațiune la fel de grea și riscantă a fost cea de manevrare a schelelor. 
Uneltele de lucru folosite de către sculptorii-alpiniști au fost cele clasice: ciocanul pneumatic, șpițul și barosul. În perioada de vară, stânca se încingea la soare, făcând condițiile de lucru aproape insuportabile. 
Din cauza acestor condiții dificile de lucru au avut loc și câteva accidente. O echipă de cinci persoane care lucra pe schelă a căzut în gol câțiva metri, ca urmare a smulgerii a două pitoane de susținere de pe cablul de susținere montat de jur-împrejurul stâncii. Din fericire, alpiniștii nu au suferit răni grave. De asemenea, unul dintre alpiniști a fost mușcat de o viperă ascunsă într-un punct de susținere, dar i s-a injectat imediat un ser antiviperin.
Ca urmare a trepidațiilor, dar și a stâncii care începea să se macine, nasul lui Decebal (care avea o înălțime de șapte metri) s-a fisurat și era în pericol să se desprindă și să cadă. S-a renunțat la acel bloc imens de piatră, o parte mare din nasul lui Decebal fiind dinamitat, pentru mai multă siguranță. Nasul regelui a fost remodelat și întărit cu armătură de fier și ciment.
Lucrarea este finalizată doar în proporție de 60%, finanțarea ei find sistată odată cu decesul finanțatorului în 2004.

## Semnificația chipului

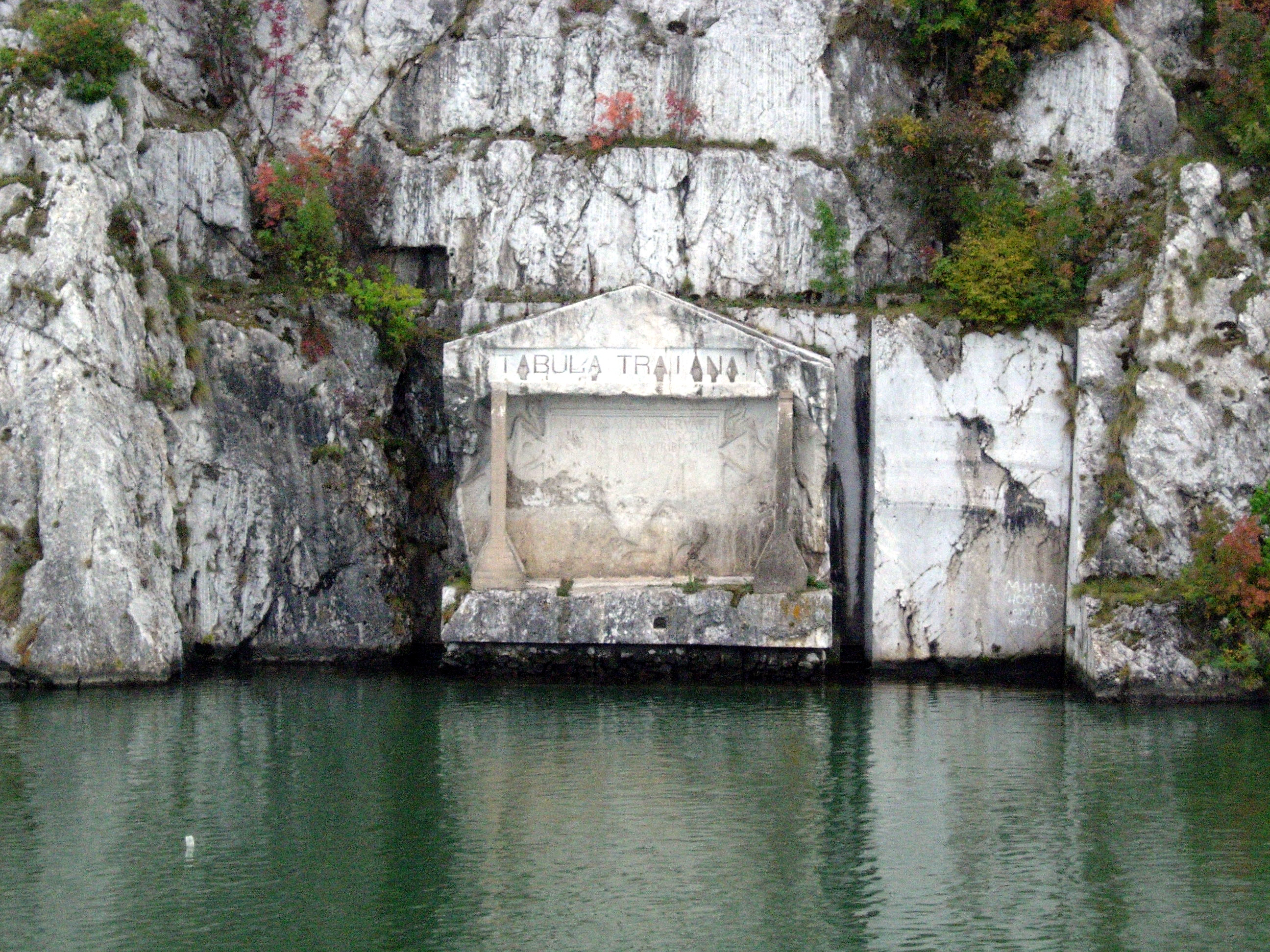
Tabula Traiana (Serbia)

Chiar în fața basoreliefului, dar pe malul sârbesc, se găsește de aproape 2.000 ani o placă memorială antică ("Tabula Traiana"), având 4 metri lungime și 1,75 metri înălțime, monument ridicat de adversarul regelui Decebal, împăratul roman Traian, pentru a marca marșul trupelor imperiale romane spre Dacia și a comemora victoriile Imperiului Roman asupra regatului dac în Războiul din 105-106, dar și finalizarea drumului militar roman al lui Traian. 
Sub capul lui Decebal a fost săpată în stâncă o inscripție în latină: „DECEBALUS REX - DRAGAN FECIT” ("Regele Decebal - făcută de Drăgan").
Iosif Constantin Drăgan a scris numeroase cărți despre istoria dacilor și a tracilor ("Noi, tracii"; "Imperiul Romano-Trac", "Mileniul imperial al Daciei"), intenționând să construiască în orașul Cluj-Napoca și o copie în mărime naturală a Coloanei lui Traian, proiect care nu s-a mai concretizat. Tezele sale sunt asociate cu protocronismul și extrem de controversate în rândul istoricilor profesioniști.
Prin modelarea acestui chip în munte, Iosif Constantin Drăgan a dorit să comemoreze, dar să și demonstreze contribuția românilor la formarea culturilor europene, pornind de la premisa că identitatea culturală a românilor poate fi definită în primul rând prin componența sa daco-tracă.